# Касаба (рыба)
Касаба, или бумпер, или хлороскомбрус, или рыба-лист (лат. Chloroscombrus chrysurus), — вид морских лучепёрых рыб из семейства ставридовых. Широко распространены в Атлантическом океане. Максимальная длина тела 65 см.

## Описание
Тело яйцевидной формы, высокое, сильно сжато с боков, покрыто мелкой циклоидной чешуёй. Грудь полностью покрыта чешуёй. Высота тела укладывается 2,1—2,4 раза в стандартную длину тела. Нижний профиль тела намного более выпуклый по сравнению с верхним профилем. Рыло короткое, тупое. Глаза маленькие со слабыми жировыми веками, их диаметр укладывается 3,0—3,4 раза в длину головы. Рот маленький, косой. Окончание верхней челюсти доходит до вертикали, проходящей через начало глаза. Зубы на обеих челюстях расположены узкими полосами, по бокам нижней челюсти переходят в два неровных ряда. На верхней части первой жаберной дуги 9—12 жаберных тычинок, а на нижней части — 30—37 тычинок. Два спинных плавника разделены небольшим промежутком. В первом спинном плавнике 8 колючих лучей. Во втором спинном плавнике один жёсткий и 25—28 мягких лучей. В анальном плавнике один колючий и 25—28 мягких лучей. Перед анальным плавником расположены 2 колючки. Передние доли второго спинного и анального плавников немного увеличенные. Хвостовой плавник сильно раздвоенный; верхняя лопасть в 1,2 раза длиннее нижней. Боковая линия с 53—57 чешуйками, делает короткую высокую дугу в передней части и далее идёт прямо до основания хвостового плавника. На хвостовом стебле боковая линия состоит из 6—12 слабых костных щитков. Позвонков: 10 туловищных и 14 хвостовых.
Верхние части головы и тела тёмного перламутрово-голубого цвета; бока и брюхо серебристые. На верхней части хвостового стебля расположено чёрное пятно седловидной формы. Ещё одно чёрное пятно на верхнем углу жаберной крышки. Спинной и анальный плавники бледные с тёмными внешними краями. Грудные плавники жёлтые хвостовой плавник лимонно-жёлтый.
Максимальная длина тела — 65 см, обычно до 25 см.

## Биология
Морские пелагические рыбы. Обитают в прибрежных водах на глубине от 0 до 110 м, заходят в лагуны с манграми и эстуарии. Питаются мелкими рыбами, головоногими и зоопланктоном. 
В эстуариях центрально-восточной Атлантики самки бумпера достигают половой зрелости при длине тела 13,7—15,4 см, а самцы — при длине тела 14,7 см. В заливе Кампече нерестятся круглый год с максимумом весной и летом, на участках акватории с глубинами менее 40 м.
При поимке издают хрюкающие звуки.

## Ареал
Широко распространены в тропических и тёплых умеренных водах Атлантического океана. Западная Атлантика: от Массачусетса вдоль побережья США до Бермудских островов; Мексиканский залив, Карибское море (за исключением Каймановых островов); вдоль побережья Южной Америки до Уругвая. Восточная Атлантика: от Мавритании до Анголы, включая Кабо-Верде.

## Взаимодействие с человеком
Промысловая рыба. Мировые уловы в 2000 — 2011 годах варьировали от 9,8 до 24,8 тысяч тонн. Больше всех ловят Гана и Кот-д’Ивуар. Промысел ведётся тралами и кошельковыми неводами, иногда ярусами. Реализуются в свежем, солёном и замороженном виде.